# Franciszek Klik
Franciszek Klik – polski piłkarz, który występował na pozycji napastnika. Grał w barwach Odry Opole w latach pięćdziesiątych XX wieku. W I lidze w sezonach 1953 oraz 1956–1960 zdobył dla klubu 15 bramek.